# 스톡홀름 경제대학교
스톡홀름 경제대학교(스웨덴어: Handelshögskolan i Stockholm (HHS), 영어: Stockholm School of Economics (SSE))는 유럽의 선도 비즈니스 학교중의 하나이다. 스톡홀름 경제대학교의 경영학 학사과정은 스웨덴 내 1위, 북유럽 내 2위 그리고 경영학 석사과정은 북유럽 내 1위로 FT global ranking 2016 기준, 재무 석사과정 (Master in Finance)은 세계 16위, 경영 석사과정 (Master in Management)은 세계 28위에 올라 있다.
SSE는 1909년 스웨덴의 대표적인 기업집단을 운영하고 있는 발렌베리 (Wallenberg) 가문과 쇠데르베리 (Söderberg) 가문 등 비즈니스 공동체에 의해 만들어졌다. 이로 인해 비즈니스 공동체와 밀접하게 묶여 있는 특징이 있으며 SSE의 재정은 약 78% 기업의 후원으로 이루어진다. 스톡홀름 경제대학은 스톡홀름 외에 라트비아 리가에서 학사과정을 운영하고 있고 러시아 모스크바와 상트페테스부르그에서 Executive MBA 프로그램을 운영하고 있다.

#### 학사과정
- Bachelor's program in Business and Economics (180 ECTS credits)
- Bachelor's program in Retail Management (180 ECTS credits)

스톡홀름 경제대학교의 학사과정은 총 3년이며 입학하기 위해서는 성적백분율이 최소 90% 이상이어야 한다. 통계에 의하면 90% 이상의 졸업생들이 졸업후 3개월 이내에 취업을 하며, 그 중 3분의 1의 졸업생이 미국, 유럽, 아시아내의 선진국에서 취업을 한다. 2012년 Bachelor's program in Business and Economics 의 지원자는 총 3926명이며 그중 입학자는 300명으로 제한되고, Bachelor's program in Retail Management의 지원자는 총 1347명, 그 중 입학자는 60명으로 제한된다.

#### 석사과정
- SSE Master of Science in Business & Management (120 ECTS)
- SSE Master of Science in Finance & Accounting (120 ECTS)
- SSE Master of Science in Economics (120 ECTS)
- SSE Master of Science in General Management(120 ECTS)

#### 박사과정
- SSE PhD in Finance (240 ECTS)
- SSE PhD in Economics (240 ECTS)
- SSE PhD in Business Administration (240 ECTS)

이 밖에도 스톡홀름 경제대학은 노벨경제학상과 밀접한 관계를 맺고 있으며 현재 노벨경제학상 수상자를 결정하는 위원회에 세 명의 스톡홀름 경제대학 교수가 속해있다.